# Juan Jara
Juan Ramón Jara Martínez (Asunción, 6 agosto 1970) è un ex calciatore paraguaiano, di ruolo difensore.

## Caratteristiche tecniche
Difensore, giocava abitualmente come terzino sinistro.

## Carriera

### Club
Nel 1991 debuttò nella prima squadra del Club Olimpia di Asunción, formazione della sua città natale. Nel 1993 lasciò il Paraguay per l'Argentina, più o meno in concomitanza con il suo debutto in Nazionale. La compagine che lo acquistò era il Rosario Central, che diede a Jara l'opportunità di militare in Primera División argentina. Nella sua prima stagione, giocò 29 partite totali (ripartite in 15 nell'Apertura e 14 nel Clausura), segnando 2 gol, 1 per fase del campionato. Dopo la seconda annata, si trasferì al più blasonato Independiente, con cui militò nell'Apertura 1995, giocando 9 partite in Primera División e 4 nella Supercoppa Sudamericana 1995. Passò poi al Colón di Santa Fe, con cui partecipò al Clausura 1996, ancora una volta registrando 9 presenze. Tornò poi al Central, con cui disputò altre 41 partite in campionato, nonché 7 nella Coppa CONMEBOL 1998. Lasciata l'Argentina, fece ritorno all'Olimpia, con cui visse un buon periodo, vincendo per due volte il torneo nazionale e la Coppa Libertadores 2002. Nel 2003 ebbe una breve esperienza all'Emelec, mentre nel 2004 giocò per il Nueva Chicago. Nel 2004 tornò nuovamente in patria, militando nel Nacional, nel 3 de Febrero e nel Sol de América. Nel 2007 giocò la sua ultima stagione con il Portuguesa in Venezuela.

### Nazionale
Nel 1992 Jara fu convocato nella Nazionale olimpica, venendo incluso dal CT uruguaiano Markarián nella lista dei 20. Debuttò a Barcellona contro la Svezia, disputando poi gli incontri con Corea del Sud, Marocco e Ghana. Il 10 giugno 1993 fece il suo esordio in Nazionale maggiore, Selezionato per la Copa América 1993, scese in campo per la prima volta il 24 giugno contro il Brasile a Cuenca, sostituendo Sotelo al 75º. Durante la Copa América 1995 fu altresì impiegato con maggiore continuità, risultando spesso tra i titolari. Nell'edizione 1997 fu utilizzato sporadicamente come sostituto, entrando a gara in corso con Cile, Argentina e Brasile.

## Palmarès

### Club

#### Competizioni nazionali
- Campionato paraguaiano: 2

Olimpia: 1999, 2000

#### Competizioni internazionali
- Supercoppa Sudamericana: 1

Independiente: 1995
- Recopa Sudamericana: 1

Independiente: 1995
- Coppa Libertadores: 1

Olimpia: 2002